# Particule de Majorana

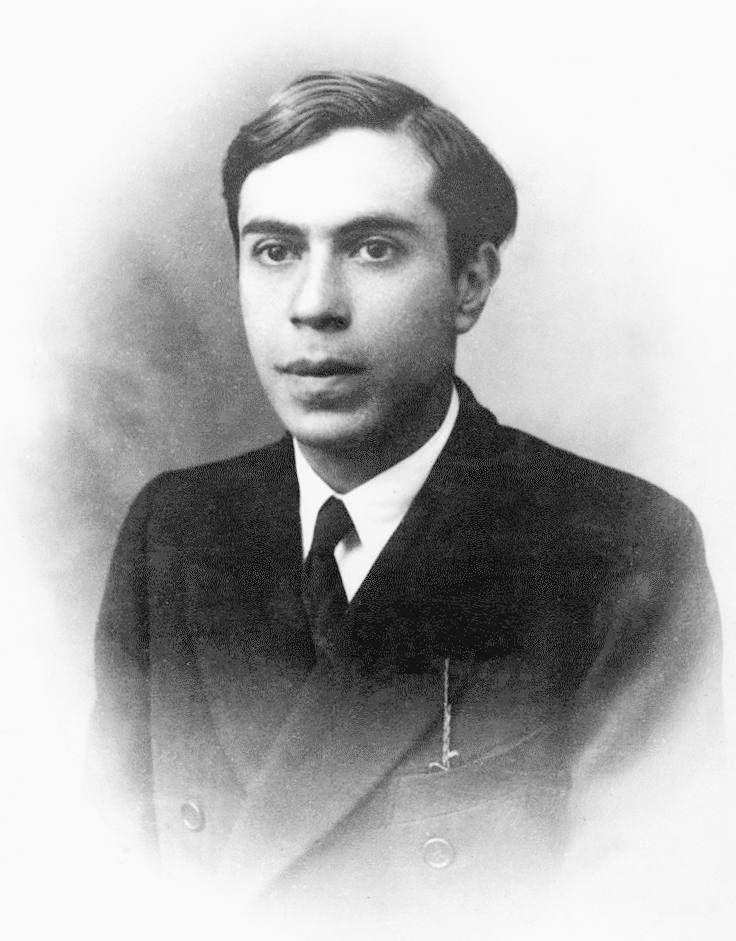
Ettore Majorana, à l'origine du fermion du même nom.

En physique des particules, une particule de Majorana ou fermion de Majorana est un fermion qui est sa propre antiparticule. Ces particules sont nommées en hommage au physicien Ettore Majorana, qui a proposé ce modèle en établissant l'équation qui porte son nom. Ce terme est parfois utilisé en opposition aux particules de Dirac (ou fermions de Dirac) qui ont une antiparticule différente d'elles-mêmes.

## Historique
En 1928, Paul Dirac publie l'article qui contient l'équation de Dirac. Motivé par l'étude des électrons, l'article généralise l'équation aux particules de spin 1/2, mais impose des facteurs imaginaires. En 1937, Majorana revoit l'équation de Dirac et trouve une interprétation avec des facteurs réels. Les travaux de Majorana restent sans suite près de 20 ans quand la découverte des neutrinos en 1956 amène à réétudier ses résultats ; depuis, les travaux de Majorana sont régulièrement au cœur de la physique.

## Études théoriques et détection
Pour qu'une particule soit sa propre antiparticule elle doit posséder les propriétés suivantes :
- être électriquement neutre, une antiparticule ayant toujours une charge opposée à celle de sa particule ;
- avoir des moments dipolaires nuls car ils s'inversent par rapport au sens du spin chez l'antiparticule[3].

Aucune particule de Majorana n'avait été attestée dans la nature, selon les expériences et conclusions scientifiques fin 2011, bien qu'il soit théoriquement possible d'en observer sous forme de quasi-particule lors d'expériences de supraconductivité.
En février 2012, l'équipe de Leo Kouwenhoven de l'université de technologie de Delft réalise une expérience avec des nanofils en alliage semi-conducteur indium-antimoine reliés à un circuit électrique par un contact en or d'un côté et un supraconducteur de l'autre. Un faible champ magnétique est créé et l'on mesure la conductance électrique des nanofils à différentes intensités. Kouwenhoven reste prudent mais pense que les résultats de l'expérience, à savoir la production d'une paire de particules de Majorana constituées d'électrons couplés à des trous, sont fortement compatibles avec la découverte de quasi-particules dont le comportement reproduit celui de réelles particules de Majorana.
En 2014, une équipe de l'université de Princeton a affirmé avoir mesuré à l'aide d'un microscope à effet tunnel à basse température des états liés formant une quasi-particule de Majorana aux bords d'une chaîne d'atomes de fer à la surface d'un cristal de plomb supraconducteur,,.
Le 4 avril 2016, des chercheurs de l'université de Cambridge ont annoncé la preuve de l'existence des fermions de Majorana.
En 2018, des chercheurs d'un laboratoire de Microsoft aux Pays-Bas annoncent avoir identifié la particule grâce à un isolant magnétique, mais ils retirent leur article en 2021 après avoir découvert des incohérences dans l'analyse de leurs données,.

## Particules potentiellement de Majorana
Le neutrino pourrait être soit une particule de Majorana, soit une particule de Dirac. Si c'est une particule de Majorana, alors la double désintégration bêta sans neutrino est possible.
L'expérience NEMO, en cours de 2003 à 2011, a cherché à vérifier cette hypothèse. Elle a conduit à la conclusion que si le neutrino a une masse, elle est obligatoirement inférieure à 1 eV. Une expérience suivante baptisée SuperNEMO doit permettre de sonder des masses plus petites que l'électron-volt.
L'hypothétique neutralino du modèle supersymétrique, modèle notamment utilisé dans la théorie des supercordes, est une particule de Majorana.
Note concernant les bosons
Les photons, les bosons Z voire les gravitons — bien que ces derniers soient hypothétiques, la propriété est vraie s'ils existent — sont leurs propres antiparticules, mais on ne peut pas les qualifier de particules de Majorana pour autant. Ce sont des bosons pour lesquels la distinction entre particules de Dirac et de Majorana n'a pas de sens.

## Quasi-particules de Majorana
En 2024, plusieurs équipes cherchent à produire des quasi-particules de Majorana, des ensembles d'électrons se comportant collectivement comme des particules de Majorana. Elles seraient moins fragiles que les qubits actuellement employés dans les premiers ordinateurs quantiques.